# Саличети, Кристоф
Антуан Кристоф Саличети (фр. Antoine Christophe Saliceti; 26 августа 1757, Саличето, Корсика — 23 декабря 1809, Неаполь) — французский политический деятель корсиканского происхождения, адвокат.

## Биография
Родился на Корсике, однако происходил из семьи, имевшей корни в Пьяченце. Изучал право в Тоскане, затем стал адвокатом при Высшем совете Корсики в Бастии. Будучи горячим патриотом, состоял в переписке с находившимся в изгнании борцом за независимость Корсики, Паоли, поддерживая в нём надежду на скорое возвращение. В 1789 году был избран представителем от третьего сословия во французские Генеральные штаты, где вместе с Паоли проголосовал 30 ноября того же года за присоединение Корсики к свободной Франции; в то же время стремился отстаивать интересы родного острова. После закрытия Учредительного собрания несколько месяцев пробыл синдиком на Корсике, а затем был избран в 1792 году членом Национального конвента от Корсики, где присоединился к монтаньярам и подал 21 января 1793 года голос за казнь короля.
Когда Паоли призвал англичан с целью добиться независимости Корсики, Саличети отошёл от него и был послан Конвентом на остров, чтобы собрать войска для защиты против англичан, но в 1793 году получил приказ отправиться в Прованс к армии, стоявшей перед Тулоном, в качестве комиссара собрания; здесь он оказал поддержку Бонапарту против его сослуживцев, помогал в командовании артиллерией во время осады Тулона и участвовал в подавлении Марсельского восстания. После падения Робеспьера был сначала осуждён, но затем амнистирован. В январе 1796 года был назначен комиссаром армии Италии, в октябре 1797 года участвовал в устройстве на территории Корсики двух департаментов, был избран в члены Совета пятисот, где оставался верен своим республиканским принципам. В 1798 году был отправлен с дипломатической миссией в Лигурию.
Отдалившись от Бонапарта, Саличети при перевороте 18 брюмера (9 ноября 1799 года) был внесён Сийесом в проскрипционные списки, но затем вычеркнут из списка Первым консулом и вскоре назначен посланником в Лукке, где он служил в 1801—1802 годах, затем в Генуе (в 1805 году), где поддержал аннексию Лигурии Францией. В 1806 году сопровождал Жозефа, брата Наполеона, ставшего королём Неаполитанского королевства, в Неаполь и 22 февраля того же года был назначен при его дворе министром полиции, а 15 апреля 1807 года — военным министром; в этот период вёл активную борьбу с инсургентами, которые получали поддержку со стороны англичан. В январе 1808 года сторонниками Бурбонов было устроено неудавшееся покушение на его жизнь (рядом с его домом прогремел взрыв). Когда король Жозеф покинул Неаполь, Саличети фактически управлял королевством, создав сеть тайных агентов, до прибытия в октябре 1808 года Иоахима Мюрата, который 20 января 1809 года уволил его с должности министра.
Наполеон вернул Саличети в Неаполь, поручив ему охранять французские интересы; в течение некоторого времени Саличети возглавлял в Риме комиссию по административной реформе бывших территорий Папской области. Он протестовал против распоряжения Мюрата, принуждавшего французов, живших в Неаполитанском королевстве, становиться неаполитанскими подданными. Мюрат уступил перед волей императора, но Саличети должен был удалиться из Неаполя. Получив известие о высадке англо-сицилийской армии, он в июне вернулся в Неаполь и организовал в отсутствие Мюрата национальную гвардию. Вскоре после того скоропостижно скончался от отравления при невыясненных обстоятельствах (возможно, был отравлен лигурийцами).

## Образ в кино
- «Наполеон» (немой, Франция, 1927) — актёр Филипп Эриа
- «Наполеон: путь к вершине» (Франция, Италия, 1955) — актёр Жорж Спанелли[фр.]